# Марті Ріверола
Марті Ріверола (ісп. Martí Riverola, нар. 26 січня 1991, Барселона) — іспанський футболіст, півзахисник.

## Ігрова кар'єра
Народився 26 січня 1991 року в Барселоні. Вихованець футбольної школи місцевого однойменного клубу. У дорослому футболі дебютував 2009 року виступами за команду «Барселона Б». 
Першу половину 2011 року грав у Нідерландах в оренді за «Вітесс». В сезоні 2011/12, повернувшись до «Барселони», був включений до заявки головної команди клубу і взяв участь в одному матчі Ліги чемпіонів.
2012 року на правах вільного агента уклав чотирирічний контракт з італійською «Болоньєю», якій згодом довелося сплатити «Барселоні» понад півмільйона євро компенсації за підготовку гравця. Заграти в Італії в нього, утім, не вийшло і, провівши лише одну гру в сезоні 2012/13, по його завершенні перейшов на умовах річної оренди до іспанської друголігової «Мальорки», після чого сезон 2014/15 на аналогічних правах відіграв за австрійський «Альтах».
2015 року остаточно залишив «Болонью», проте залишився в Італії, де до 2018 року грав за третьолігові «Фоджу» та «Реджяну». 
Згодом у сезоні 2018/19 грав за команду третього іспанського дивізіону «Ібіса», після чого став гравцем «Андорри», що змагалася у тому ж дивізіоні.

## Статистика виступів

### Статистика клубних виступів
Станом на 21 серпня 2018
| Сезон                   | Команда                 | Чемпіонат               | Чемпіонат | Чемпіонат | Coppa nazionale | Coppa nazionale | Coppa nazionale | Єврокубки | Єврокубки | Єврокубки | Інші змагання | Інші змагання | Інші змагання | Усього | Усього |
| Сезон                   | Команда                 | Ліга                    | Ігор      | Голів     | Ліга            | Ігор            | Голів           | Ліга      | Ігор      | Голів     | Ліга          | Ігор          | Голів         | Ігор   | Голів  |
| ----------------------- | ----------------------- | ----------------------- | --------- | --------- | --------------- | --------------- | --------------- | --------- | --------- | --------- | ------------- | ------------- | ------------- | ------ | ------ |
| 2009–10                 | «Барселона Б»           | СД                      | 2         | 0         | -               | -               | -               | -         | -         | -         | -             | -             | -             | 2      | 0      |
| 2010–11                 | «Барселона Б»           | СД                      | 4         | 0         | -               | -               | -               | -         | -         | -         | -             | -             | -             | 4      | 0      |
| січ.-черв. 2011         | «Вітесс»                | E                       | 15        | 2         | КН              | -               | -               | -         | -         | -         | -             | -             | -             | 15     | 2      |
| 2011–12                 | «Барселона»             | ПД                      | 0         | 0         | КІ              | 0               | 0               | ЛЧ        | 1         | 0         | СІ            | -             | -             | 1      | 0      |
| 2011–12                 | «Барселона Б»           | СД                      | 31        | 5         | -               | -               | -               | -         | -         | -         | -             | -             | -             | 31     | 5      |
| Усього за «Барселона Б» | Усього за «Барселона Б» | Усього за «Барселона Б» | 37        | 5         |                 |                 |                 |           |           |           |               |               |               | 38     | 5      |
| 2012–13                 | «Болонья»               | A                       | 1         | 0         | КІ              | 2               | 0               | -         | -         | -         | -             | -             | -             | 3      | 0      |
| 2013–14                 | «Мальорка»              | СД                      | 15        | 1         | КІ              | 1               | 0               | -         | -         | -         | -             | -             | -             | 16     | 1      |
| 2014–15                 | «Альтах»                | БЛ                      | 4         | 0         | КА              | 1               | 0               | -         | -         | -         | -             | -             | -             | 5      | 0      |
| 2015–16                 | «Фоджа»                 | ЛП                      | 21+5      | 1+1       | КІ+КІ-ЛП        | 3+6             | 0               | -         | -         | -         | -             | -             | -             | 35     | 2      |
| 2016-січ. 2017          | «Фоджа»                 | ЛП                      | 16        | 1         | КІ+КІ-ЛП        | 2+3             | 0               | -         | -         | -         | -             | -             | -             | 21     | 1      |
| Усього за «Фоджу»       | Усього за «Фоджу»       | Усього за «Фоджу»       | 37+5      | 2+1       |                 | 14              | 0               |           | -         | -         |               | -             | -             | 56     | 3      |
| січ.-черв. 2017         | «Реджяна»               | ЛП                      | 8+2       | 0         | КІ+КІ-ЛП        | 0               | 0               | -         | -         | -         | -             | -             | -             | 10     | 0      |
| 2017–18                 | «Реджяна»               | C                       | 31+3      | 2+0       | КІ+КІ-C         | 0+1             | 0               | -         | -         | -         | -             | -             | -             | 35     | 2      |
| Усього за «Реджяну»     | Усього за «Реджяну»     | Усього за «Реджяну»     | 39+5      | 2         |                 | 1               | 0               |           | -         | -         |               | -             | -             | 45     | 2      |
| 2018–19                 | «Ібіса»                 | СДБ                     | 10        | 0         | КІ              | 0               | 0               | -         | -         | -         | -             | -             | -             | 10     | 0      |
| Усього за кар'єру       | Усього за кар'єру       | Усього за кар'єру       | 158+10    | 12+1      |                 | 19              | 0               |           | 1         | 0         |               | -             | -             | 188    | 13     |

## Титули і досягнення
- Чемпіон Андорри (1):

«Атлетік Ескальдес»: 2022-23